# Erigone occipitalis
Erigone occipitalis là một loài nhện trong họ Linyphiidae.
Loài này thuộc chi Erigone. Erigone occipitalis được Tord Tamerlan Teodor Thorell miêu tả năm 1895.